# Косіор Казимир Вікентійович
Казими́р Віке́нтійович Косіо́р (пол. Kazimierz Kosior; 1896 рік — 29 серпня 1938 року, «Коммунарка», Московська область) — в.о. народного комісара лісової промисловості Української ССР, молодший брат Станіслава Косіора.

## Життєпис
Народився у селянській родині. У 1897 році сім'я переїхала до Сулина, де батько Казимира став працювати на Сулинському металургійному заводі. Брати — Станіслав (1889—1939), Владислав (1891—1938), Йосип (1893—1937) і Михайло (1893—1937), а також сестра Софія.
Почав навчання у заводській школі Сулина. Член ВКП(б), у 1916—1919 роках був членом Польської партії соціалістичної.
Закінчив Промислову академію. Працював у 1930—1934 роках у Берліні, потім у Копенгагені представником СРСР у радянсько-німецькому торговому товаристві. Повернувся до СРСР і був призначений заступником наркома лісової промисловості Української РСР. У 1937 — квітні 1938 року виконував обов'язки народного комісара лісової промисловості Української РСР.
Проживав у Києві в будинку № 40 на Інститутській у квартирі № 4.

### Арешт та страта
Заарештований 17 квітня 1938 року. Засуджений 29 серпня 1938 року Воєнною колегією Верховного суду СРСР за звинуваченням в участі у шпигунсько-диверсійній організації польських націоналістів — Польської військової організації. Розстріляний у день оголошення вироку на спецоб'єкті НКВС «Коммунарка». Реабілітований посмертно ВКВС СРСР у квітні 1956 року.